# Toyota Alphard
El Toyota Alphard es un monovolumen de lujo producido por el fabricante japonés Toyota desde 2002. Está disponible como un siete u ocho plazas con 2,4 y 3,0 litros en motores de gasolina de 5 líneas de modelos diferentes - Alphard G, V Alphard, Alphard X, Alphard S, y el híbrido de Alphard, que utiliza el motor de 2,4 litros junto con un motor eléctrico y baterías. Toyota afirma que su E-Four eléctrico 4WD sistema que regula un montaje trasero, rueda trasera la propulsión del motor eléctrico y la distribución de energía eléctrica coordenadas a las cuatro ruedas. El ECB (Electrically Controlled Brake)  proporciona un eficiente control de frenado en todas las ruedas. El vehículo lleva el nombre del Alphard, la estrella más brillante en la constelación de Hydra.
El Alphard se hace sobre todo para el mercado japonés, sino que también se vende en Baréin, Bangladés, China, Hong Kong, Indonesia, Malasia, Omán, Filipinas, Rusia, Singapur, Taiwán y Tailandia.
En 2006, un Alphard de edición ejecutiva (executive lounge edition) se introdujo. Se trata de una lujosa y más equipada versión del Alphard.

## Alphard Hybrid
El tamaño completo Alphard Hybrid MPV califica como un vehículo de emisiones ultra bajas (ULEV), el logro de niveles de emisión un 75% inferior al del año el gobierno japonés 2000 de referencia. El motor de gasolina de 2.4 litros ha sido desarrollado específicamente para su uso en sistemas híbridos de Toyota y cuenta con un ciclo de alta relación de expansión que aumenta la eficiencia y reduce la fricción.
El híbrido de Alphard utiliza "by-wire" tecnología que monitoriza la presión del pedal de freno y velocidad del vehículo con el fin de calcular la presión hidráulica óptima. By-Wire trabaja con el E-Four para maximizar la captación de energía cinética del frenado para su conversión en energía eléctrica.
El híbrido Alphard puede generar hasta 1.500 vatios y está equipado con el estándar de 100 voltios de corriente alterna tomas de corriente, lo que permite una amplia gama de dispositivos que se utilizarán, como ordenadores portátiles y luces de emergencia. Las tomas de corriente también se puede utilizar para recargar elementos como asistidos bicicletas y carritos eléctricos, añadiendo una nueva dimensión a las actividades de ocio.

## Los equipos de seguridad
De hecho, de serie en la "edición G" y opcional en los grados estándar son (con un G-BOOK compatible sistema DVD de navegación de voz):
- Monitor de esquina ciega, lo que indica la proximidad de otros vehículos o peatones desde la izquierda y la derecha
- Volver Guía de monitor con una cámara a color CCD y la función de orientación por voz, que utiliza señales de un sensor de dirección para calcular la trayectoria de retorno probable durante la marcha atrás y lo mostrará en la pantalla del monitor
- Lane-sistema de vigilancia que utiliza las imágenes de la cámara Monitor Guide Volver a medir la distancia lateral a las líneas blancas o amarillas en las carreteras principales y activa una alarma cuando la distancia es inferior a un nivel preestablecido
- Radar Cruise Control, que utiliza sensores de radar láser y sensores de dirección para realizar un seguimiento de carril del vehículo y cualquier vehículo precedente y se asegura de que una distancia de seguridad se mantiene de acuerdo con la velocidad del vehículo

## Construido en el peaje electrónico
Además, opcional en todos los grados es un sistema incorporado en la unidad de cobro electrónico de peaje que permite la rápida repatriación de paso a través (sólo disponible con sistema de navegación).

## Eficiencia de los combustibles
El híbrido de Alphard alcanza aproximadamente 42 millas por galón y cuenta con un cuerpo aislante y de nuevo desarrollo de dos vías del compresor que se incorpora en el motor para optimizar el uso del acondicionador de aire, la conservación de combustible. Especialmente desarrollado el híbrido Alphard del cristal del parabrisas también reduce la cantidad de penetración de la radiación solar. Además, los paneles del techo y el techo contener un material aislante para reducir la temperatura de la cabina, lo que ayuda a conservar la energía cuando el acondicionador de aire está funcionando.

## Primera generación (2002-2008)

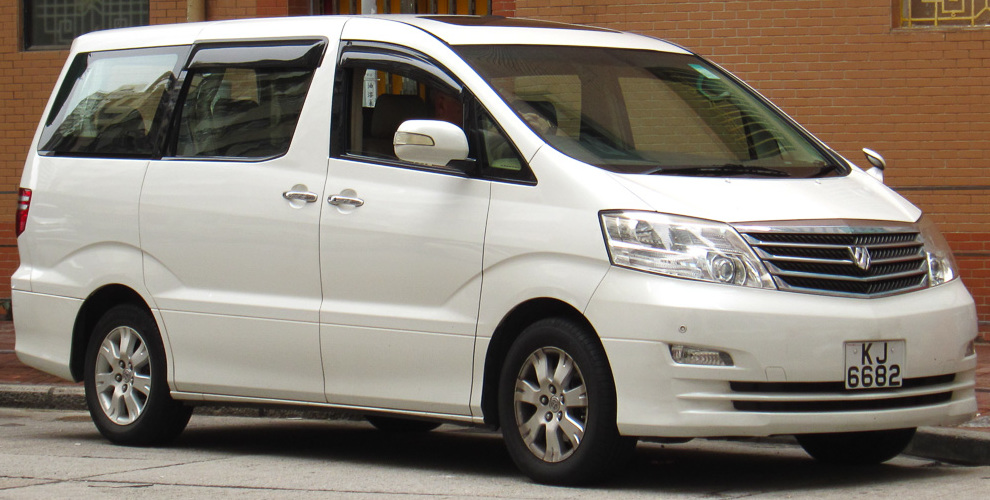
Toyota Alphard (2002-2008)

El Alphard fue producido por Toyota en 2002 para competir contra el Elgrand Nissan y Honda Elysion. Con todas las características de los componentes eléctricos y características completas de confort y seguridad, el Alphard Toyota es el mejor monovolumen más vendido en Japón. El Alphard facelifted en 2005 con nuevo diseño de luces traseras y el uso de llantas de aleación de aluminio de 16 "y 17". Una versión híbrida también fue agregada a la gama. El modelo del año 2007 para el mercado japonés, se ofrecía como opción el G-BOOK, un servicio de suscripción telemática. El actor Jean Reno apareció en anuncios de televisión japoneses del Toyota Alphard.

## Segunda generación (2008-2015)

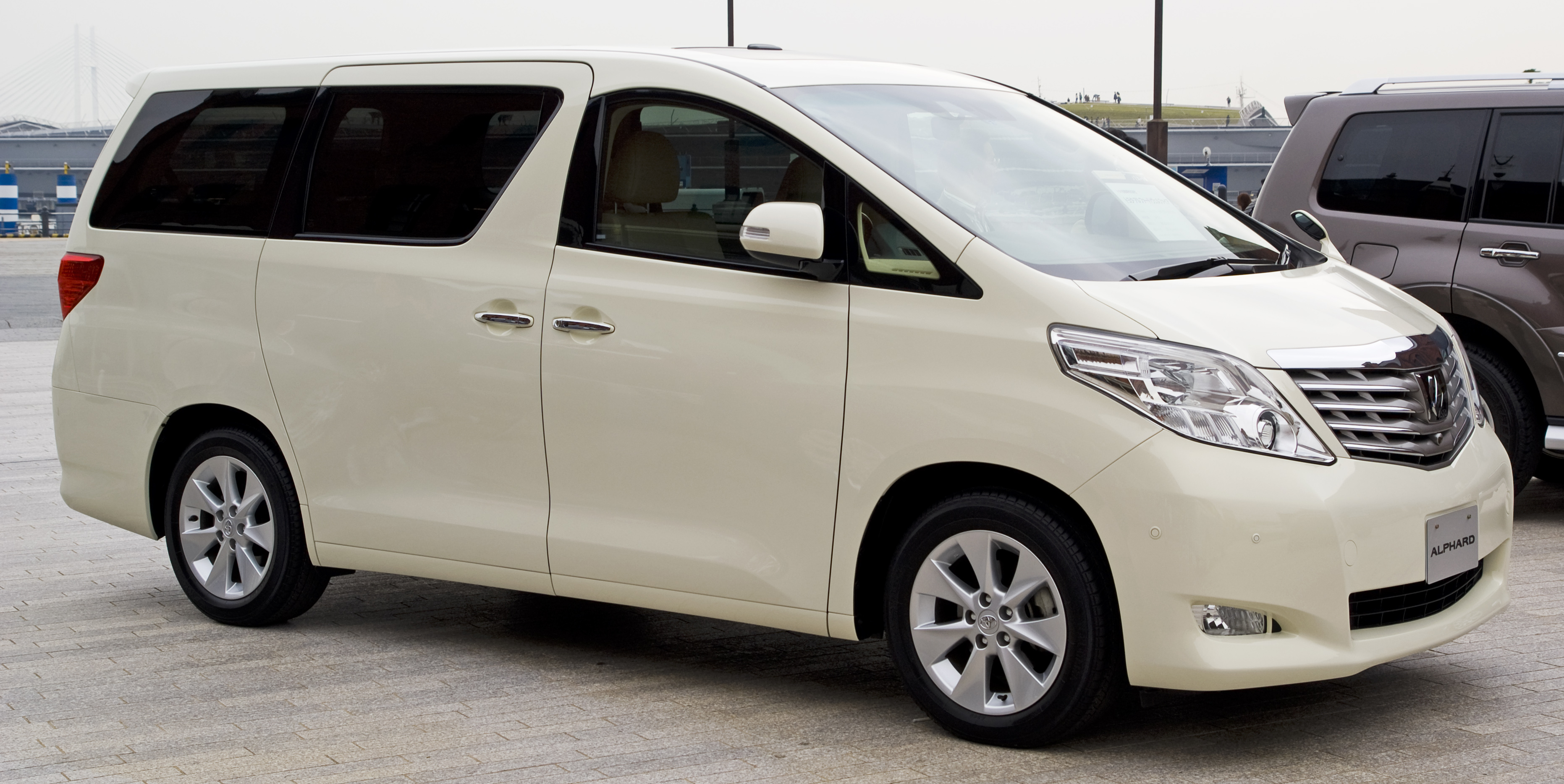
Toyota Alphard (2008-2015)

En abril de 2008, el Alphard fue rediseñado con un estilo más moderno del exterior y un interior más lujoso. Para esta generación, el Alphard line-up fue ampliado en dos variantes de diseño diferente - Alphard y Vellfire. Según la nota de prensa de Toyota, el Alphard se describe como tener un diseño elegante y sofisticado, mientras que el Vellfire hincapié en la fuerza y fuerte individualidad. Ambos modelos se venden a través de canales de distribución distintos, con el Alphard vendidos por la cadena de concesionarios de Toyota Toyopet mientras que el Vellfire se vende a la juventud de Toyota cadena concesionario orientado Netz.
El Alphard de la segunda generación lanzado en las Filipinas el 3 de agosto de 2010.
Un modelo de cirugía estética fue anunciado por Toyota Motor Co., el 27 de septiembre de 2011, con ventas en Japón para comenzar a partir del 1 de noviembre de 2011. También se introdujo una versión híbrida de ambos Alphard y Vellfire.